# 스플래툰 2
《스플래툰 2》는 닌텐도가 닌텐도 스위치를 대상으로 개발, 배급한 팀 기반의 3인칭 슈팅 게임이다. 2015년 Wii U 타이틀 스플래툰의 후속작이며 스토리가 있는 1인용 모드 및 최대 8명까지 온라인에서 4:4 매치로 즐길 수 있는 온라인 멀티미디어 모드가 제공된다. 이 게임은 2017년 1월에 발표되었으며 2017년 7월 21일 전 세계에 출시되었다. 2018년 이 게임은 전 세계적으로 500만 부 가까이 판매되었다. 대한민국에서는 2019년 5월 2일부터 스타터 에디션을 시작으로 정식 발매되었다.

## 게임플레이
《스플래툰 2》에는 전작과는 달리 새로운 요소 등이 추가되었으며 또한, 머뉴버라는 새로운 무기 요소도 추가되었다. 가치 호코의 공격 방식, 그리고 가치 야구라의 타워 이동 방식도 달라졌다. 또한, 기존에 없던 맵들도 나왔고, 이야기의 중심 장소도 하이카라 스퀘어로 바뀌었다. Mr. 베어 상회(GRIZZCO)에서는 (알바)연어런 (SALMON RUN)을 플레이할 수 있다. 연어런에서는 보스가 나오는데,보스의 종류는폭탄,타워 등이 있다. 쿠마씨 상회의 앞쪽에는 문어항아리 캐니언(OCTO CANYON)이 있다. 문어항아리 캐니언에서도 보스가 나온다. 연어런과 마찬가지로 종류가 다양하다.

## 줄거리
《스플래툰 2》의 배경은 스플래툰의 라스트 페스,혹은 파이널 페스티벌(Splatfest)의 약 2년 후이다.

## 개발 및 출시
정식 발매 전, 한정기간동안 플레이할 수 있는 데모판 게임 "스플래툰 2 글로버 테스트파이어"가 2017년 3월 출시됐다.

## 게임 평가
출시 후 《스플래툰 2》는 리뷰 애그리게이터 웹사이트 메타크리틱에 따르면 83/100점을 받아 "대체적으로 긍정적인 평가"를 받았다.

## 참조

### 내용주
1. ↑  영어: Splatoon 2, 일본어: スプラトゥーン2 스푸라툰 2[*]